# ديمتري بروج
ديمتري بروج (بالروسية: Пирог, Дмитрий Юрьевич) مواليد 27 يونيو 1980 في تمرايوك، كراسنودار كراي، الاتحاد السوفيتي، هو ملاكم محترف روسي يصنف ضمن فئة الوزن المتوسط. حقق بطولة منظمة الملاكمة العالمية.

## إحصائيات
خاض خلال مسيرته 20 نزالا، فاز في 20 ولم يخسر. فاز بالضربة القاضية في 15 نزالا.

## روابط خارجية
- ديمتري بروج على موقع بوكس ريك (الإنجليزية) (registration required)